# The Maine (hudební skupina)
The Maine je americká rocková hudební skupina, která vznikla v roce 2007 v Tempe, ve státě Arizona. Hned v roce 2007 vydala kapela dvě EP alba, první s názvem Stay Up, Get Down a The Way We Talk. V létě roku 2008 vydala skupina svoje debutové album s názvem Can't Stop, Won't Stop a v prosinci téhož roku vydali vánoční EP ...And a Happy New Year. V roce 2010 vydali své druhé studiové album s názvem Black & White, na kterém vyšel singl s názvem „Inside of You“, kterého se hned první týden prodalo přes 22 000 kusů. Nejnovějším albem skupiny je album Pioneer, které vyšlo 6. prosince 2011.

## Diskografie

### Studiová alba
- Can't Stop, Won't Stop (2008)
- Black & White (2010)
- Pioneer (2011)

### EP alba
- Stay Up, Get Down (2007)
- The Way We Talk (2007)
- ...And a Happy New Year (2008)